# Сорочинське газоконденсатне родовище
Сорочинське газоконденсатне родовище — газоконденсатне родовище, що належить до Глинсько-Солохівського газонафтоносного району Східного нафтогазоносного регіону України.

## Опис
Розташоване в Полтавській області на відстані 15 км від м. Миргород.
Знаходиться в центральній частині приосьової зони Дніпровсько-Донецької западини в межах північного схилу Малосорочинсько-Радченківського структурного валу.
Структура виявлена в 1976 р. Пласти верхньовізейського під'ярусу залягають моноклінально, системою субмеридіональних та субширотних порушень амплітудою 50—100 м вони розчленовані на окремі тектонічні блоки. Розміри Покладу 7,1х2,3 м. Перший промисловий приплив газу і конденсату одержано з відкладів верхнього візе в 1982 р. з інт. 4000-4020 м.
Поклади пластові, тектонічно екрановані і літологічно обмежені. Режим покладів газовий. Запаси початкові видобувні категорій А+В+С1: газу — 1107 млн. м³; конденсату — 191 тис. т.